# Won Hàn Quốc (1945–1953)
Won là tiền tệ đầu tiên ở Hàn Quốc và được sử dụng từ ngày 15 tháng 8 năm 1945 đến 15 tháng 2 năm 1953.

## Tên gọi
Won có liên quan đến nhân dân tệ và yên Nhật. Won được chia nhỏ thành 100 jeon (전; 錢; McCune-Reischauer: chŏn; quốc ngữ: jeon).

## Lịch sử
Sau khi kết thúc thời kì Nhật thuộc và phân chia Triều Tiên, won được giới thiệu để thay thế Yên Triều Tiên. Tiền giấy đầu tiên được phát hành bởi Ngân hàng Triều Tiên cho đến năm 1950, khi cục quản lý tiền tệ chuyển sang Ngân hàng Trung ương Hàn Quốc.
Vào thời điểm ra mắt vào năm 1945 won có tỉ giá với yên Nhật là 1 won = 1 yên. Vào tháng 10 cùng năm tiền neo được đổi thành đô la Mỹ với tỉ giá 15 won = 1 đô la. Vào những năm cuối chiến tranh Triều Tiên won đã bị mất giá với 6000 won = 1 đô la. Tiếp sau đó hwan được giới thiệu như một tiền tệ mới với tỉ giá 1 hwan = 100 won.

## Tiền xu
Xu 1 jeon được xem là tiền xu duy nhất ở Hàn Quốc vào thời điểm đó. Nó không phải do Ngân hàng Triều Tiên ban hành mà là do chính phủ Nhật Bản như một loại tiền phụ.

## Tiền giấy

### Ngân hàng Triều Tiên
Won được chia thành 100 jeon. Chỉ phát hành loại tiền giấy. Ban đầu, won được phát hành bởi Ngân hàng Triều Tiên với thiết kế tương tự như tiền giấy cũ của thời Nhật thuộc. Tuy nhiên, có hai sự khác biệt tinh tế và quan trọng. Tiền giấy mới thay thế Chi Hông, huy hiệu của chính phủ Nhật Bản, bằng hoa hồng Sharon, quốc hoa của Hàn Quốc; và mệnh đề khả năng trao đổi với Yên Nhật đã bị xóa bỏ.
| Tiền giấy ngân hàng Triều Tiên |
| Giá trị                        |
| ------------------------------ |
| 5 jeon                         |
| 10 jeon                        |
| 20 jeon                        |
| 50 jeon                        |
| 1 won                          |
| 5 won                          |
| 10 won                         |
| 100 won                        |

### Ngân hàng Hàn Quốc
Vào ngày 12 tháng 6 năm 1950, Ngân hàng Trung ương Hàn Quốc được thành lập và đảm nhiệm nhiệm vụ của Ngân hàng Triều Tiên. Các loại tiền của ngân hàng Triều Tiên vẫn được thông hành vì không phải tất cả các mệnh giá được thay thế bằng tiền giấy của ngân hàng Hàn Quốc.
| Tiền giấy ngân hàng Hàn Quốc Lưu trữ ngày 16 tháng 3 năm 2007 tại Wayback Machine (tiếng Hàn) | Tiền giấy ngân hàng Hàn Quốc Lưu trữ ngày 16 tháng 3 năm 2007 tại Wayback Machine (tiếng Hàn) | Tiền giấy ngân hàng Hàn Quốc Lưu trữ ngày 16 tháng 3 năm 2007 tại Wayback Machine (tiếng Hàn) | Tiền giấy ngân hàng Hàn Quốc Lưu trữ ngày 16 tháng 3 năm 2007 tại Wayback Machine (tiếng Hàn) | Tiền giấy ngân hàng Hàn Quốc Lưu trữ ngày 16 tháng 3 năm 2007 tại Wayback Machine (tiếng Hàn) | Tiền giấy ngân hàng Hàn Quốc Lưu trữ ngày 16 tháng 3 năm 2007 tại Wayback Machine (tiếng Hàn) | Tiền giấy ngân hàng Hàn Quốc Lưu trữ ngày 16 tháng 3 năm 2007 tại Wayback Machine (tiếng Hàn) | Tiền giấy ngân hàng Hàn Quốc Lưu trữ ngày 16 tháng 3 năm 2007 tại Wayback Machine (tiếng Hàn) | Tiền giấy ngân hàng Hàn Quốc Lưu trữ ngày 16 tháng 3 năm 2007 tại Wayback Machine (tiếng Hàn) | Tiền giấy ngân hàng Hàn Quốc Lưu trữ ngày 16 tháng 3 năm 2007 tại Wayback Machine (tiếng Hàn) |
| Hình                                                                                          | Hình                                                                                          | Giá trị                                                                                       | Kích thước                                                                                    | Màu                                                                                           | Thông tin                                                                                     | Thông tin                                                                                     | Ngày                                                                                          | Ngày                                                                                          | Người in                                                                                      |
| Mặt phải                                                                                      | Mặt trái                                                                                      | Giá trị                                                                                       | Kích thước                                                                                    | Màu                                                                                           | Mặt phải                                                                                      | Mặt trái                                                                                      | phát hành                                                                                     | ngưng phát hành                                                                               | Người in                                                                                      |
| --------------------------------------------------------------------------------------------- | --------------------------------------------------------------------------------------------- | --------------------------------------------------------------------------------------------- | --------------------------------------------------------------------------------------------- | --------------------------------------------------------------------------------------------- | --------------------------------------------------------------------------------------------- | --------------------------------------------------------------------------------------------- | --------------------------------------------------------------------------------------------- | --------------------------------------------------------------------------------------------- | --------------------------------------------------------------------------------------------- |
|                                                                                               |                                                                                               | 100 won                                                                                       | 158 × 78 mm                                                                                   | nâu                                                                                           | Gwanghwamun                                                                                   | Trị giá                                                                                       | 22 tháng 7 năm 1950                                                                           | 17 tháng 2 năm 1953                                                                           | Cục in quốc gia Bureau (Nhật Bản)                                                             |
|                                                                                               |                                                                                               | 500 won                                                                                       | 145 × 61 mm                                                                                   | xanh dương                                                                                    | Lee Sung-man                                                                                  | Chùa Gongweon ở Seoul                                                                         | 10 tháng 10 năm 1952                                                                          | 17 tháng 2 năm 1953                                                                           | KOMSEP                                                                                        |
|                                                                                               |                                                                                               | 1000 won                                                                                      | 171 × 78 mm                                                                                   | Xanh lá                                                                                       | Lee Sung-man                                                                                  | Giá trị                                                                                       | 22 tháng 7 năm 1950                                                                           | 17 tháng 2 năm 1953                                                                           | Cục in quốc gia Bureau                                                                        |
|                                                                                               |                                                                                               | 1000 won                                                                                      | 145 × 61 mm                                                                                   | xanh dương                                                                                    | Lee Sung-man                                                                                  | Chùa Gongweon ở Seoul                                                                         | 10 tháng 10 năm 1952                                                                          | 17 tháng 2 năm 1953                                                                           | KOMSEP                                                                                        |
| các mấu đồng tiền krona giấy                                                                  |                                                                                               |                                                                                               |                                                                                               |                                                                                               |                                                                                               |                                                                                               |                                                                                               |                                                                                               |                                                                                               |